# Kraftwerk Mitte (Dresden)
Das Kraftwerk Mitte (eigentlich und während seines Betriebes zuletzt: Heizkraftwerk Mitte) in Dresden war ein fossil befeuertes Heizkraftwerk, das seit 1895 bestand und 1994 nach 99 Jahren stillgelegt wurde. Im Jahr 2016 war ein Komplettumbau der Hauptgebäude und der Abbruch der Nebengebäude abgeschlossen und das Areal eröffnete am 16. Dezember 2016 als Kraftwerk Mitte (im Logo mit Zeilenumbruch zwischen Kraftwerk und Mitte) als kulturelle Stätte vor allem für Operetten-, Musical- und Theateraufführungen.
Auf dem Gelände wurde in einem ehemaligen Werkstattgebäude das KraftWerk – Dresdner Energiemuseum eingerichtet, darüber hinaus befindet sich der Musikclub Stromwerk hier.
Das in der Wilsdruffer Vorstadt der Dresdner Altstadt gelegene Areal zwischen Wettiner Platz und Könneritzstraße diente seit 1838 verschiedenen Energiegewinnungsanlagen. Deshalb sind auf dem Gelände Gebäude aus verschiedenen Epochen zu finden, die aus architektonischer Sicht „einen Querschnitt durch die Architekturentwicklung vom Historismus bis zur Sachlichkeit“ darstellen. Die verbliebenen Gebäude des Kraftwerkareals sind mittlerweile eingetragene Kulturdenkmale. Ungeachtet dessen wurde das markante Kesselhaus im Jahr 2006 abgerissen; die Entwicklung des Areals ist (Stand 2022) jedoch noch nicht abgeschlossen.

## Geschichte

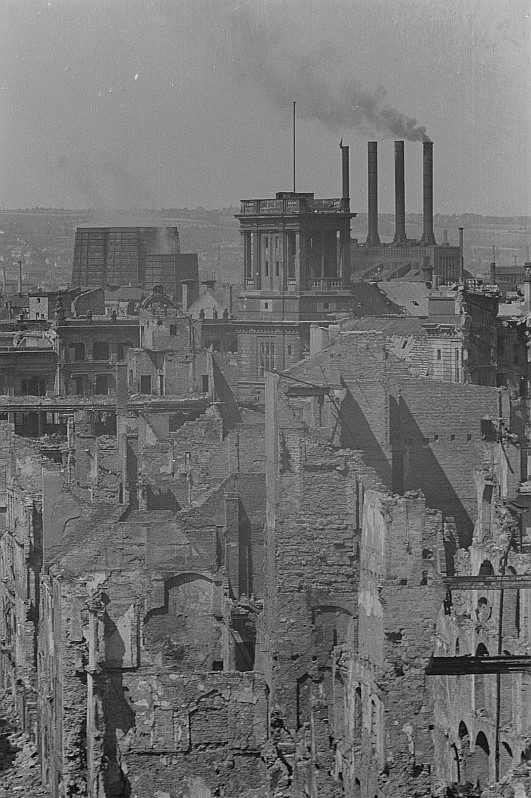
Blick über das vom Zweiten Weltkrieg gezeichnete Dresden von der Kreuzkirche zum Kraftwerk Mitte (1950)

Blick zum Kraftwerk Mitte (1966) vom Dach des Hochhauses Ammonstraße 68, im Vordergrund die Dresdner Süßwarenfabriken Elbflorenz, dazwischen das Maternihospital

### Städtische Energieversorgung ab dem 19. Jahrhundert
Ab 1838 entstand auf der 39.000 Quadratmeter umfassenden Fläche zunächst das Gaswerk Altstadt, das bis 1873 die Hauptlast der Gasversorgung Dresdens trug. Aus dieser Zeit stammt die Villa am Wettiner Platz, damals Verwaltungsgebäude und Wohnung für den Direktor der Gasanstalt, heute das älteste Gebäude auf dem Areal. Nach über 50 Jahren wurde der Betrieb des Gaswerks Altstadt 1895 eingestellt. Stattdessen wurde auf dem Gelände das Licht-Werk eingeweiht, das mit Hilfe von zwei Dampf-Dynamomaschinen aus Braunkohle elektrische Energie erzeugte und damit die Beleuchtung und ab 1899 die Versorgung der Dresdner Straßenbahnen mit Strom ermöglichte. 1900 wurde das Elektrizitäts-West-Kraftwerk angebaut, für das sich später die Bezeichnung West-Kraftwerk durchsetzte. Baulich war das West-Kraftwerk ein „spiegelbildliches Pendant“ des Licht-Werks. Beide Gebäude sind im Stil des Historismus gehalten.

### Kraftwerkserweiterungen und Umbauarbeiten im 20. Jahrhundert
Paul Wolf, Leiter des städtischen Hochbauamts, ließ 1926–1928 zusammen mit Rühle, Fischer und Mittmann das Licht-Werk und das West-Kraftwerk zum Heizkraftwerk Mitte zusammenlegen und erweitern. Über eine 110-kV-Freileitung wurde das Kraftwerk an das überregionale Netz angeschlossen, wobei das Pumpspeicherwerk Niederwartha zum Speichern der Energie genutzt werden konnte. Ebenfalls bestand eine Anbindung an das Umspannwerk Dresden-Süd, welches bereits Leitungsverbindungen nach Bayern sowie zu den Kraftwerken Hirschfelde und Trattendorf hatte. 
Die ursprünglichen Gebäude wurden umgebaut und erhielten einen Abspannturm mit offener Galerie und ein neues Kesselhaus. Dieser Turm war ein verklinkerter Stahlskelettbau, wobei seine vier Schornsteine „Assoziationen an Dampfschiffe“ wachrufen sollten. Im Gegensatz zu Lichtwerk und Westkraftwerk zählt der Stil des Kesselhauses zur Neuen Sachlichkeit. Nach Stilllegung eines der Dampferzeuger wurde Mitte der 1980er Jahre einer der beiden mittleren Schornsteine abgebaut.

Mit dem Ende der DDR ging dieses in die Verwaltung der Treuhand über. Somit änderte sich die Zuständigkeit. 

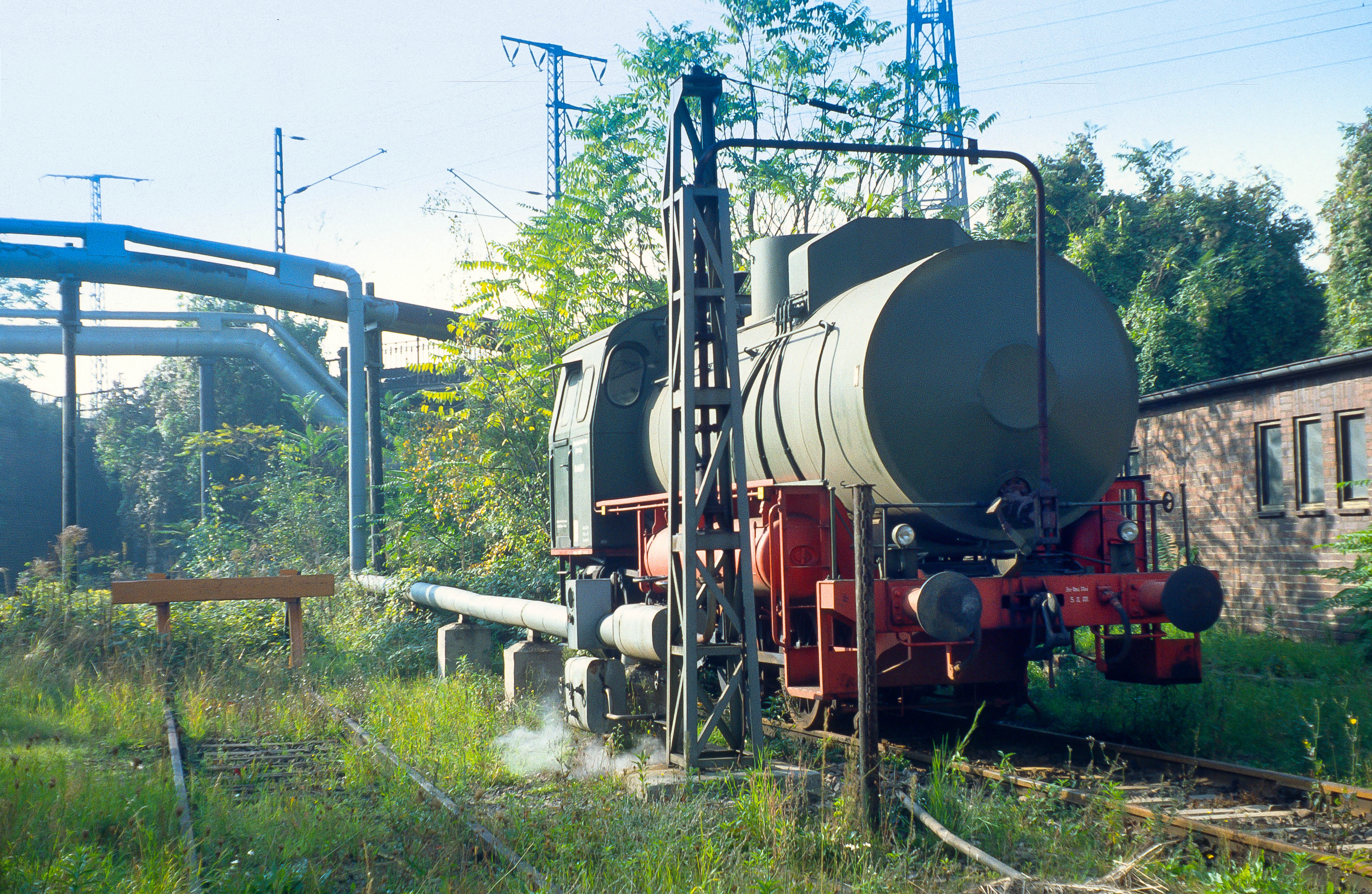
Dampfspeicherlokomotive am Bahnanschluss des Kraftwerkes Mitte im Zuge der Elbezweigbahn (14. Oktober 1990)

Die Stadt Dresden, die 1997 die Drewag Stadtwerke Dresden GmbH als Kommunalversorger gründete, übertrug im Rahmen dieser Neugründung auch das Kraftwerk in diese Gesellschaft.  Zeitgleich mit der Schließung des Kraftwerks entstanden Pläne, das Gelände einer kulturellen Nutzung zuzuführen, denen jedoch alle Beteiligten außerhalb der kulturellen Szene deshalb kritisch gegenüber standen, da sich ein solches Objekt mit einer kulturellen Nutzung nicht wirtschaftlich betreiben lässt; es ist also dauerhaft auf Zuschüsse der öffentlichen Hand angewiesen.

### Neue Nutzungen im 21. Jahrhundert
Im Zeitraum von 1998 bis 2011 fanden immer wieder kulturelle Veranstaltungen auf dem Areal des ehemaligen Kraftwerks statt, wie etwa der Filmball Titanic des Künstlers Holger John 1998, oder die Wanderausstellung der chinesischen Terrakottaarmee, die 2010 hier zu Gast war.
Die Drewag Stadtwerke Dresden GmbH eröffnete 2002 im ehemaligen Kohleschuppen des Licht-Werks eine Ausstellung zur Stromerzeugung, doch nur einen Monat später verwüstete das Hochwasser von 2002 die Räume und Exponate; 2006 folgte die Wiedereröffnung des städtische Energiemuseum KraftWerk in den gleichen Räumlichkeiten. Die Ausstellung wurde um die Geschichte von Wasser-, Gas- und Fernwärmeerzeugung erweitert.
Im Jahr 2005 brachte der damalige Oberbürgermeister Ingolf Roßberg dieses Heizkraftwerk als gemeinsamen Kulturstandort der Staatsoperette Dresden in Dresden-Leuben und dem Theater Junge Generation (TJG) ins Gespräch, was jedoch auf Grund der damaligen Haushaltssituation verworfen wurde. Der Architekt Walter Kaplan wiederholte diese Idee im Jahr 2008 und gab ihr den Projektnamen Kultour-Park Dresden. Dafür war ein Gesamtinvestitionsvolumen von 140 Millionen Euro geplant, wobei die Errichtung eines Einkaufsparks einkalkuliert wurde. Im Mai 2008 sprach sich der Dresdner Stadtrat für einen Umzug der Staatsoperette in das ehemalige Kraftwerk Mitte aus.
Im Dezember 2009 wurde eine im Auftrag des Neuen Sächsischen Kunstvereins e. V. sowie des Künstlerbundes Dresden erstellte Konzeption für ein Zentrum Kunst Dresden (ZKD) vorgestellt, die den Ausbau zum interdisziplinären Kulturzentrum unter Ansiedelung der Staatsoperette und dem Theater Junge Generation vorsah. Sollte das nicht verwirklicht werden können, wurde für die Operette alternativ ein Neubau am Wiener Platz vorgeschlagen.
Im Juni 2010 beschloss der Dresdner Stadtrat offiziell die Ansiedlung der Staatsoperette auf dem ehemaligen Kraftwerksgelände. Zusätzlich zum Operettentheater sollte – unter Beachtung der Brandschutzauflagen – auch das Theater Junge Generation hier seinen neuen Spielort finden, was seinen Sitz seit seiner Eröffnung im Jahr 1949 in einem provisorisch wiederaufgebauten kriegszerstörten Gebäude am Stadtrand hatte. Aus Kostengründen zunächst abgelehnt, fand die Idee dann doch die Zustimmung der Stadtverordneten.
Der Beschluss galt jedoch vorbehaltlich eines gleichzeitig beauftragten Kostenvergleichs der Standortvarianten, der dazu führte, dass ein Operettenneubau am Wiener Platz günstiger wäre. Ungeachtet dessen gründete sich im Juli 2010 die Interessengemeinschaft (IG) Kraftwerk Mitte zur Durchsetzung einer Ansiedlung von Staatsoperette (die ebenfalls ein Nachkriegsprovisorium im Stadtteil Leuben – ein umfunktioniertes Gasthaus – bespielte) und dem Theater Junge Generation bei gleichzeitiger Ansiedlung von Firmen der Kreativ- und Kulturwirtschaft verfolgte. Die IG forderte den Ausbau des ehemaligen Kraftwerks zu einem Cluster für Kreativwirtschaft, Kultur und Kunst.
Entgegen seiner bisherigen Meinung fasste der Stadtrat am 28. Oktober 2010 mit 36 zu 34 Stimmen den Beschluss zur Ansiedlung beider Spielstätten im ehemaligen Kraftwerk Mitte mit einer Investitionssumme von rund 100 Millionen Euro. Am 25. Dezember 2010 eröffnete im Gebäudekomplex des ehemaligen Bahnstromwerks der Club Kraftwerk Mitte, in dem unter anderem Künstler wie Paul van Dyk, DJ Antoine und Markus Gardeweg vor bis zu 2000 Zuschauern auftraten. 2021 wurde der Club zur besseren Abgrenzung zur Marke Kraftwerk Mitte in Stromwerk | Kulturarena Kraftwerk Mitte umbenannt.

### Denkmalgerechter Umbau 2011–2016 als Kulturstandort und neue Nutzungen

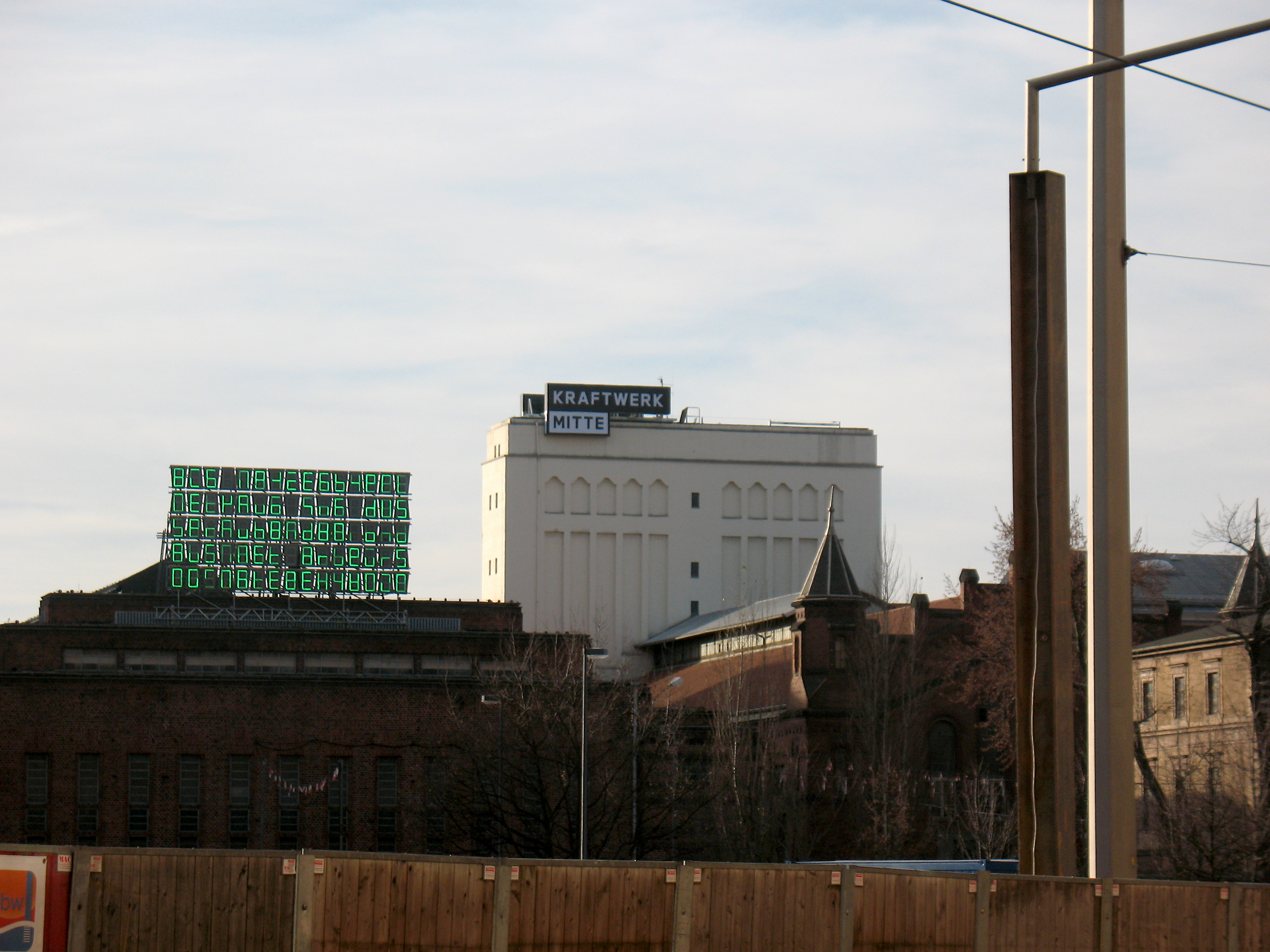
Kulturstätte – Kraftwerk Mitte Dresden – Dezember 2016

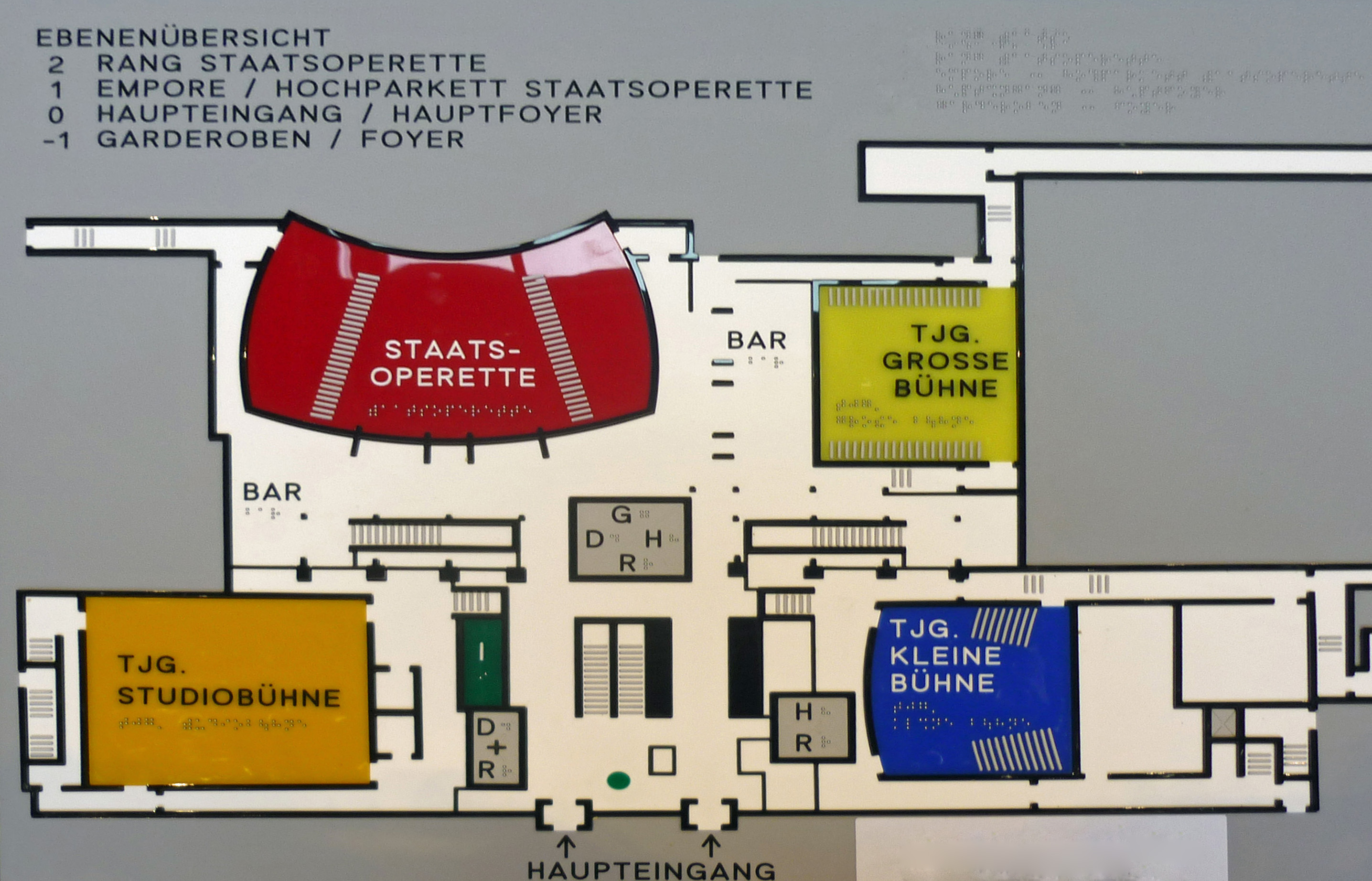
Lageplan der einzelnen Spielstätten im Theaterbau

Im Jahr 2013 wurde das Stuttgarter Bauunternehmen Ed. Züblin beauftragt, die alte Fabrik im Inneren den neuen Anforderungen anzupassen, dabei aber die Fassade denkmalgerecht zu erhalten. Des Weiteren sollte die Baufirma vier Theaterbühnen auf dem Gelände neu errichten. Dazu gehörten der Neubau der Staatsoperette Dresden mit 700 Zuschauerplätzen, die Große Bühne des Theaters Junge Generation mit 350 Plätzen und die Sanierung der früheren Maschinenhalle als Theaterfoyer mit der Puppenbühne und dem Studiotheater des Theaters Junge Generation mit jeweils 125 Plätzen. Die Grundsteinlegung erfolgte am 8. Juli 2014.
Die Renovierung begann mit dem ehemaligen Licht-Werk, in das im März 2014 die Hochschule für Musik Carl Maria von Weber Dresden mit seinen Proberäumen einzog. Darauf folgte im Mai 2016 das Bistro und Café T1, das in dem Pförtnerhaus des ehemaligen Kraftwerks untergebracht wurde. Im September 2016 bezog die Musikschule des Heinrich-Schütz-Konservatoriums Dresden ebenfalls Quartier im Komplex des Licht-Werks. In der ehemaligen Trafohalle findet man seitdem den sächsischen Standort der Heinrich-Böll-Stiftung für politische Bildung für Erwachsene.
Die Übergabe der ersten neuen Spielstätten fand im Oktober 2016 statt. Die Einweihung des Kulturstandortes als Kraftwerk Mitte (der Begriff Kulturkraftwerk ist bereits anderweitig urheberrechtlich belegt) in der Hauptfabrik erfolgte durch den Dresdner Oberbürgermeister Dirk Hilbert und den Sächsischen Staatsminister des Innern Markus Ulbig am 16. Dezember 2016.

## Architektur und neue Nutzungen

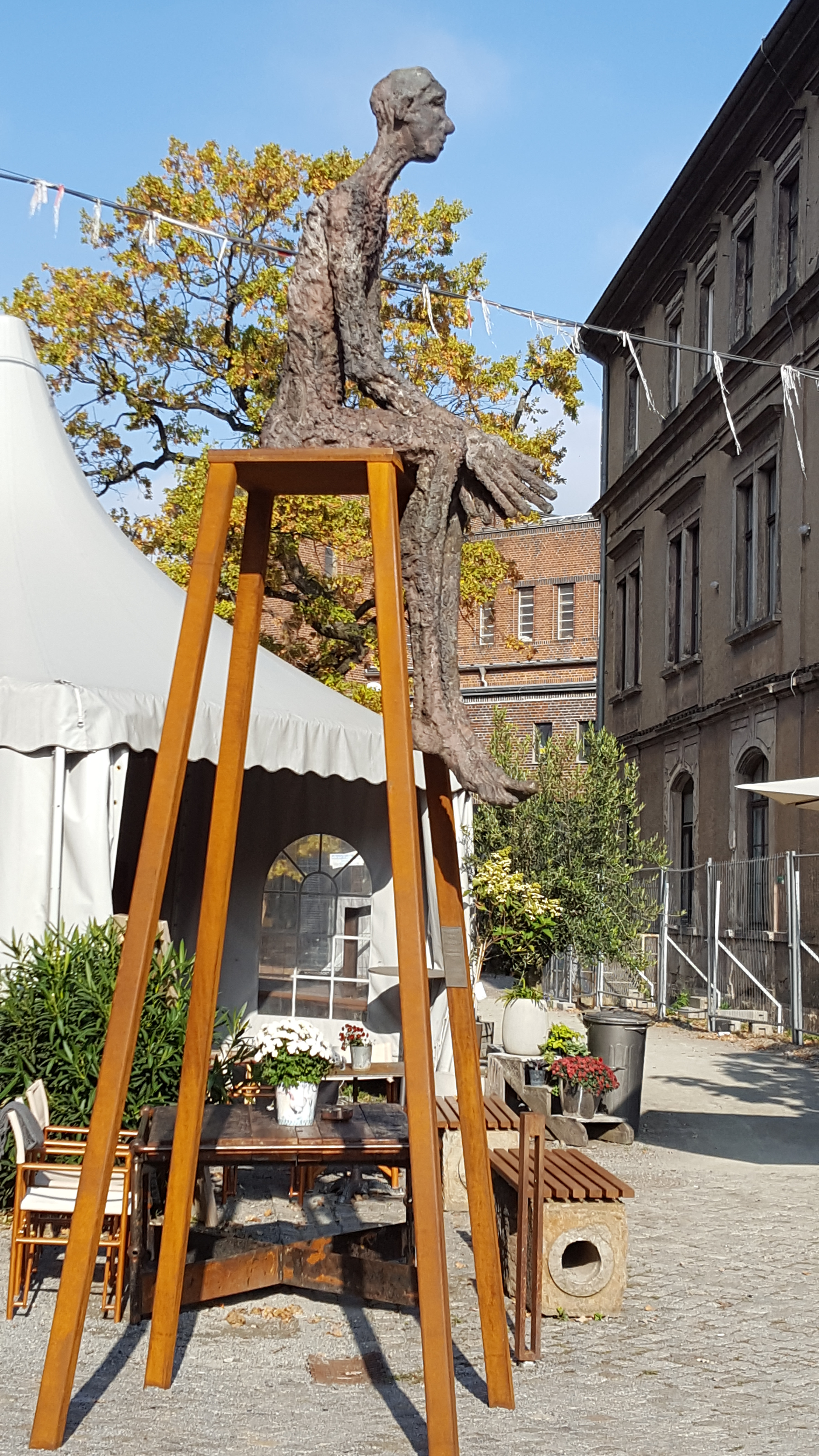
Bronzefigur "Warten" von Roland Zigan, geboren 1970 in Radeberg, 2005 entstand bereits die 4,70 Meter hohe Plastik und wurde nun im Oktober 2018 am Kulturkraftwerk aufgestellt

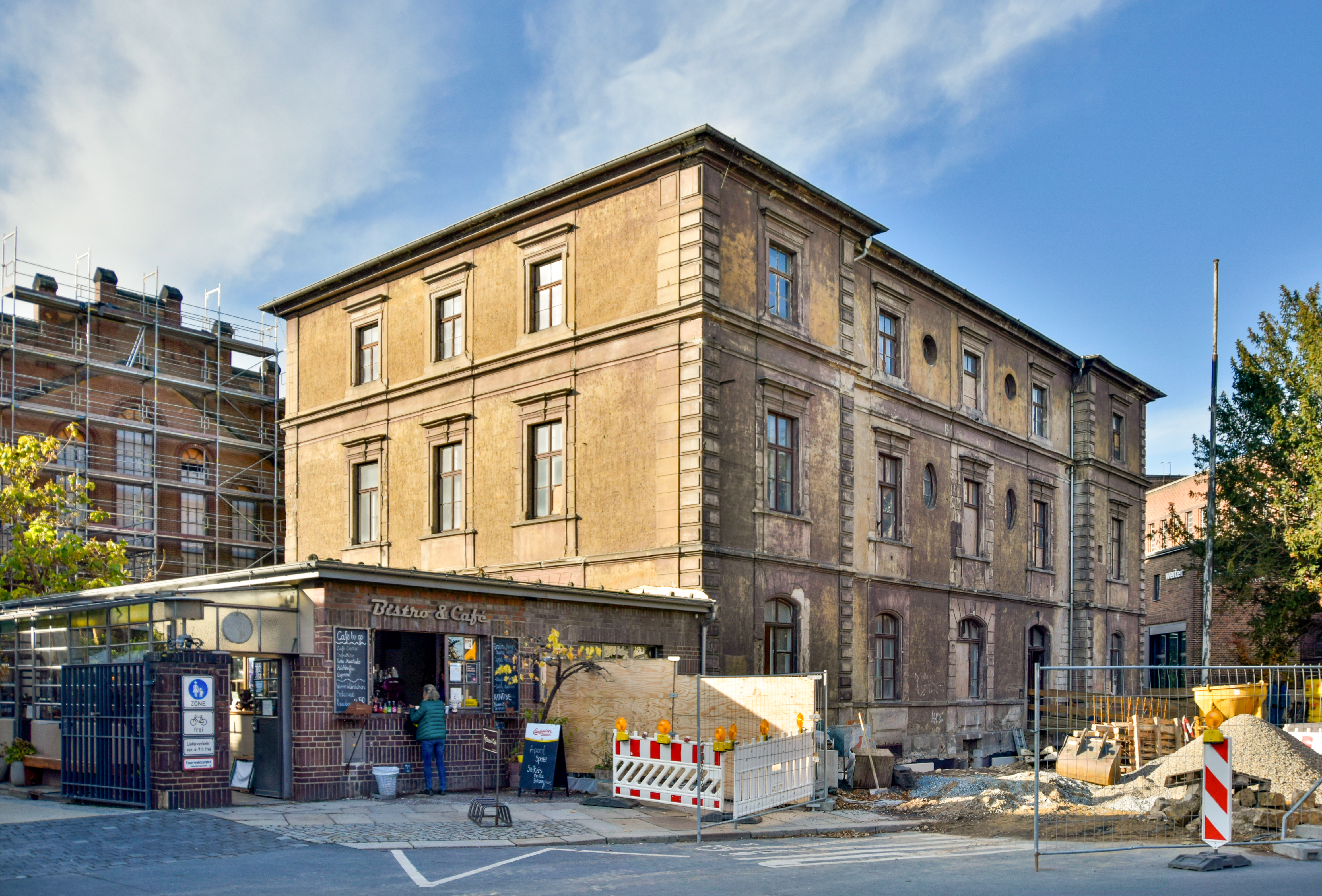
Bistro und Café T1 mit Villa

Die STESAD GmbH hatte für die Entwürfe und Planungen den Architekten Jörg Friedrich gewonnen und zur Koordinierung aller notwendigen Arbeiten den Projektleiter Florian H. Brandenburg berufen. Die historische Maschinenhalle wurde entkernt, die 65-Tonnen-Kräne der Schmalkaldenener Firma Zobel, Neubert & Co. verblieben jedoch an der Decke. Die Raumaufteilung wurde „neu sortiert“, ein Zuschauersaal für die Staatsoperette mit 700 Plätzen wurde an die Maschinenhalle angebaut. In der Gesamtschau bezeichnen Architekten und Stadtplaner das Kulturkraftwerk als „gelungenen Zusammenbau von alter Fabrik, von Ziegelmauerresten, schweren Fundamentsockeln mit neuer Bühnentechnik und grauem Sichtbeton.“
Neben der Staatsoperette sind hier die folgenden Einrichtungen untergebracht:
- Große Bühne des tjg – Theater Junge Generation (350 Plätze)
- Kleine Bühne des tjg – Theater Junge Generation (125 Plätze)
- Studiobühne des tjg – Theater Junge Generation (125 Plätze)
- Eh. Lichtwerk: ab dem 7. September 2024 die Puppentheatersammlung der Staatlichen Kunstsammlungen Dresden[9]

Die auf dem Gelände des Kraftwerks ebenfalls erhaltenen Bauten dienen nun den folgenden Einrichtungen:
- Eh. Kohleschuppen: Energiemuseum der DREWAG[10]
- Eh. Stromwerk: Eventlocation Stromwerk[11]
- Eh. Trafohalle: Heinrich-Böll-Stiftung Dresden[12]
- Eh. Pforte: Bistro & Café T1[13]
- Eh. Heizzentrale: Coworking Space für die Kreativwirtschaft und Restaurant "Neue Sachlichkeit"[14]
- Eh. Wärmeübertragungsstation: Kunsthalle, ab September 2017 als Coworking Space für die Kreativwirtschaft geplant[15]
- Eh. Wohnhaus für Angestellte (Eckgebäude zur Ehrlichstraße): Sitz von Intendanzen und Verwaltungen der Theater[16]
- Eh. Sozialgebäude von 1895 (Speicher): Restaurant "Kulturwirtschaft" und Programmkino "Zentralkino" mit 2 Sälen
- Eh. Reaktanz: Haus der Medienkultur[17]
- Villa: Villa der Kulturen des Kinder- und Elternzentrums Kolibri e. V.[18]

Für die folgenden Gebäude stehen Sanierung und Planung noch offen: (Stand Februar 2017)
- Eh. Schaltanlage[19]

Zur Komplettierung des neuen Kulturstandorts soll noch ein Haus der Kulturen und der Begegnung entstehen sowie ein Restaurant. Weitere Start-up-Unternehmen und Kunstateliers sollen mit günstigen Mieten zur Ansiedlung gelockt werden.

## Marketing und Werbung

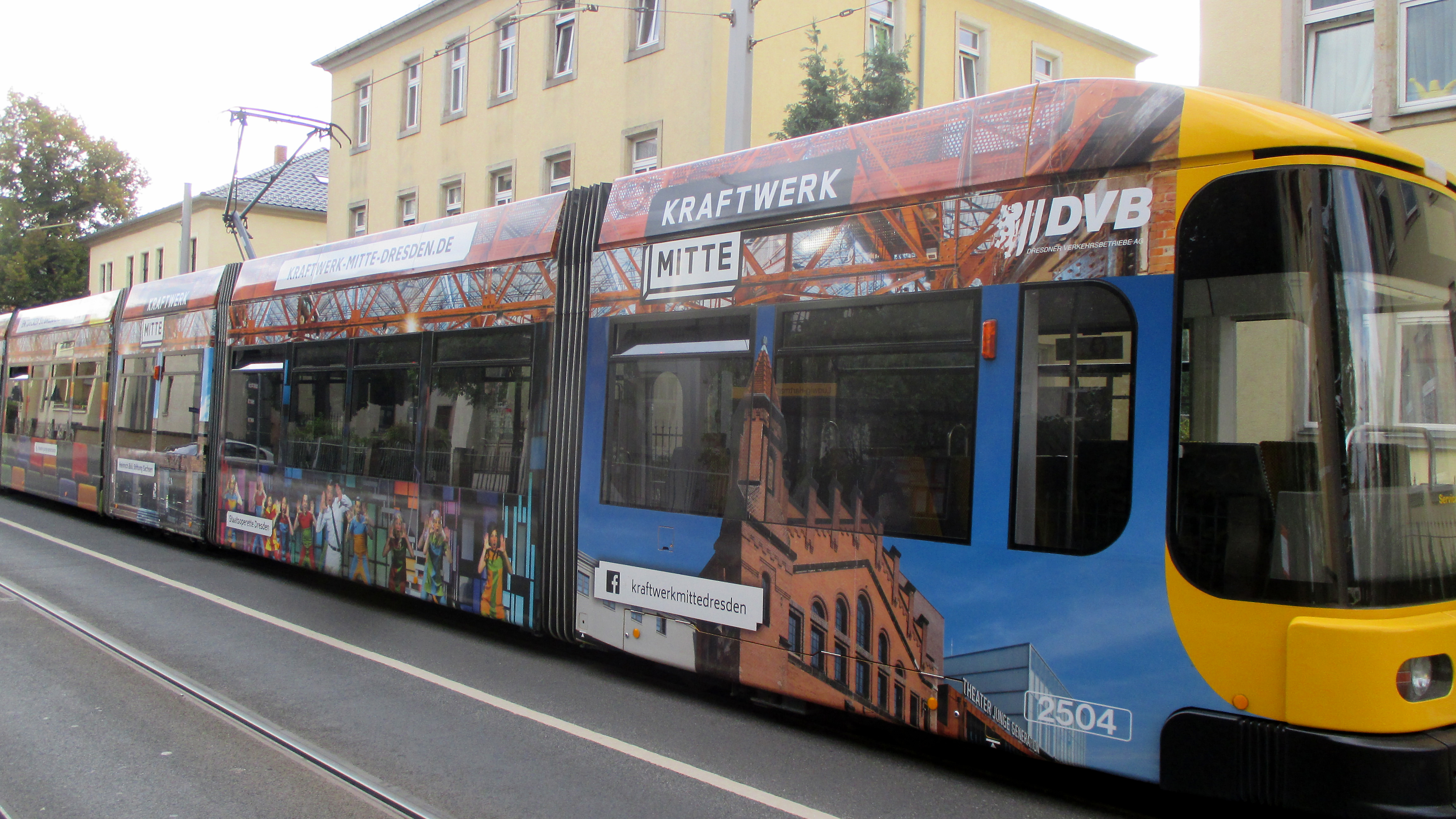
DVB – Straßenbahn mit Sonderbeklebung – Kraftwerk Mitte

Eine Straßenbahn der Dresdner Verkehrsbetriebe wurde als Werbefläche für die Kulturstätte Kraftwerk Mitte beklebt. Seit 2018 fährt sie auf verschiedenen Linien im Stadtgebiet von Dresden.